# Байер, Отто
Отто Георг Вильгельм Байер (нем. Otto Georg Wilhelm Bayer; 4 ноября 1902, Франкфурт-на-Майне — 1 августа 1982) — немецкий химик-технолог. Считается изобретателем полиуретана — материала, на основе которого изготавливаются лаки, краски, клеи, герметики и др.

## Биография
Родился будущий химик во Франкфурте-на-Майне. Учился во Франкфуртском университете. По окончании университета работал на заводе красителей Cassella, принадлежавшем компании IG Farben. В 1931 г. началась его профессиональная и научно-исследовательская деятельность в лаборатории фирмы «Bayer AG» в немецком городе Леверкузене.
Важнейшее открытие Отто Байера — изобретение полиуретанов в 1937 г. В 1951—1952 гг. в лаборатории «Байер АГ» были разработаны эластичные полиуретаны.
Отто Байер — обладатель многочисленных наград за научные достижения. Среди них — Памятная медаль Адольфа фон Байера, врученная Обществом немецких химиков (1951), Кольцо имени Вернера фон Сименса (1960), Медаль имени Чарльза Гудьира от Американского химического общества и др.
1 августа 1982 г. Отто Байера не стало. В 1984 г. был основан Фонд имени Отто Байера. Ежегодно ученые химики и биохимики из Германии становятся лауреатами премии имени Отто Байера — за выдающиеся научные открытия.